# Ariarameneia
Ariarameneia era uma cidade da antiga Capadócia, região histórica localizada na atual Turquia. Atestada numa inscrição em grego e aramaico, foi residência de um líder militar no século II a.C., durante a existência do Reino da Capadócia. O iranólogo Alireza Shapour Shahbazi observa que muito provavelmente foi nomeada e fundada por Ariarâmenes I, pai de Ariarates II.